# Feldnerhütte
Die Feldnerhütte ist eine Schutzhütte der Sektion Steinnelke des Österreichischen Alpenvereins in der Kreuzeckgruppe.

## Lage
Die Hütte liegt auf einer Höhe von 2182 m ü. A. am Glanzsee im Gemeindegebiet von Greifenburg. Der Kreuzeck-Höhenweg und die Alpenüberquerung Salzburg–Triest führen an der Hütte vorbei.

## Geschichte
Die Feldnerhütte wurde in den Jahren 1884 und 1885 von der Sektion Villach des DuOeAV erbaut. 1912/13 befand sie sich in Händen der Sektion Kärntner Oberland und wurde zur Bewirtschaftung eingerichtet. Die Sektion Kärntner Oberland verschenkte die Hütte 1923 an die Sektion Steinnelke. 1931 wurde die Hütte mit einem Aufwand von 10.822 öS ausgebaut, wovon 5.900 öS vom Gesamtverein kamen, und hatte danach 7 Betten und 15 Lagerplätze. 1982 entwickelten Techniker des Forschungszentrums Seibersdorf eine 2-kW-Wasserkraftanlage, die ausschließlich tragbare Komponenten benötigt, wie Feuerwehrschläuche als Druckleitung, und dadurch fast ohne Eingriffe in die Natur installiert werden konnte. Nach einem Brand wurde die Hütte von 1988 bis 1989 wieder aufgebaut.

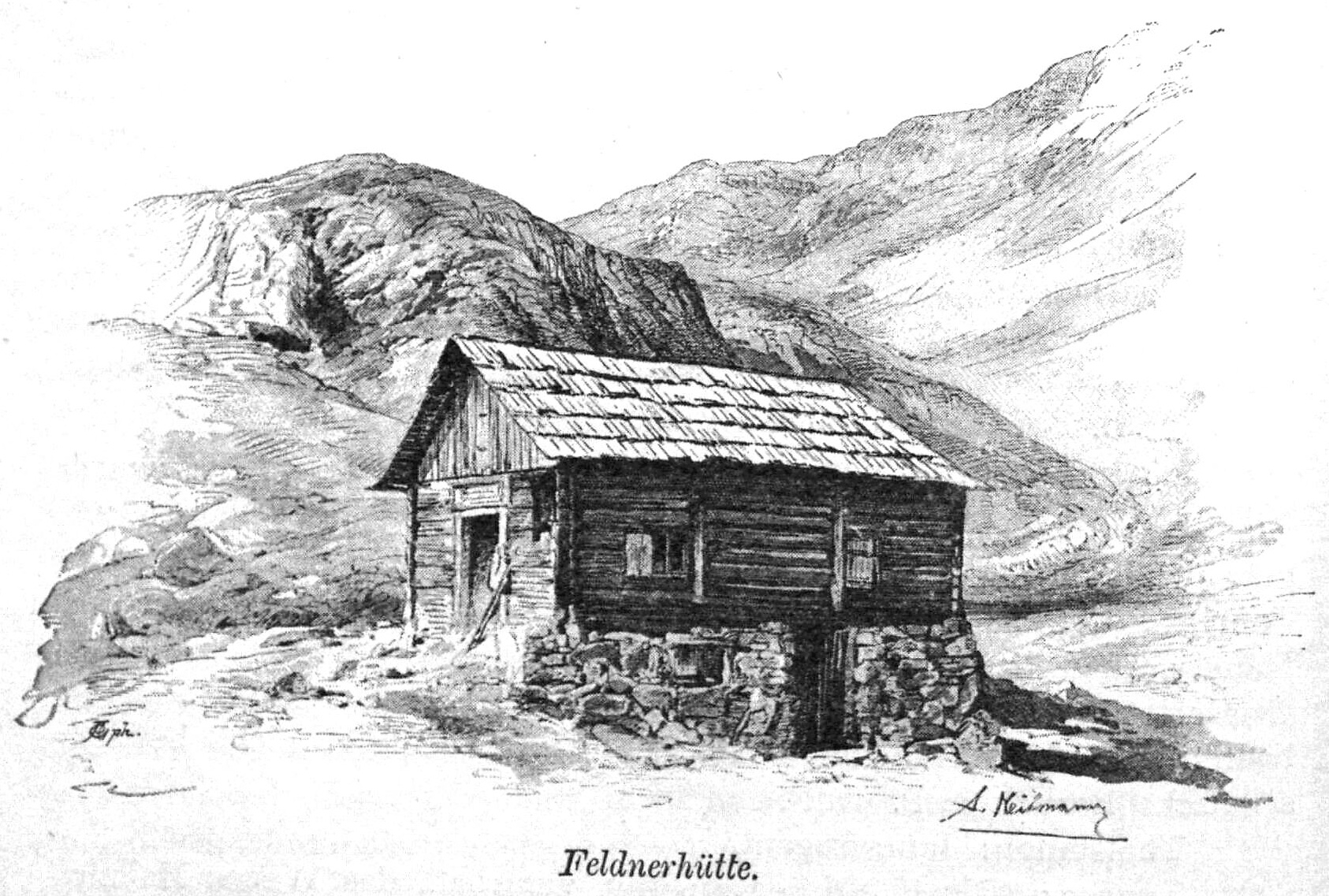
Feldnerhütte 1894

## Wege

### Zustiege
- von Gnoppnitz (1091 m), Gehzeit 5 Stunden
- von Greifenburg (600 m), Gehzeit 6 Stunden
- von der Fischerhütte (1500 m), Gehzeit 2½ Stunden
- von Napplach-Teuchl-Alpenheim (1200 m) ⊙, Gehzeit 6 Stunden
- vom Gaugenschutzhaus (1616 m) ⊙, Gehzeit 4½ Stunden

### Gipfelbesteigungen
- Kreuzeck (2702 m), Gehzeit 1¾ Stunden
- Hochkreuz (2708 m), Gehzeit 3 Stunden
- Tristen (2535 m), Gehzeit 3 Stunden
- Dechant (2609 m), Gehzeit 1¼ Stunden
- Emberger Alm, Gehzeit 4¼ Stunden

### Übergänge
- Hugo-Gerbers-Hütte (2347 m), Gehzeit 6 Stunden
- Polinikhütte (1884 m), Gehzeit 11 Stunden
- Salzkofelhütte (1987 m), Gehzeit 6 Stunden